# Więsławice-Parcele
Więsławice-Parcele – wieś w Polsce położona w województwie kujawsko-pomorskim, w powiecie włocławskim, w gminie Kowal.
| SIMC    | Nazwa     | Rodzaj    |
| ------- | --------- | --------- |
| 1034432 | Kopiec    | część wsi |
| 1034550 | Nad Szosą | część wsi |

W latach 1975–1998 miejscowość administracyjnie należała do województwa włocławskiego. Według Narodowego Spisu Powszechnego (III 2011 r.) liczyła 121 mieszkańców. Jest czternastą co do wielkości miejscowością gminy Kowal.